# (3199) Nefertiti
(3199) Nefertiti es un asteroide perteneciente a los asteroides Amor descubierto por Eugene Merle Shoemaker y Carolyn Jean S. Shoemaker el 13 de septiembre de 1982 desde el observatorio del Monte Palomar, Estados Unidos.

## Designación y nombre
Nefertiti recibió al principio la designación de 1982 RA.
Más tarde, en 1985, se nombró en honor de Nefertiti, una reina del Antiguo Egipto.

## Características orbitales
Nefertiti está situado a una distancia media de 1,575 ua del Sol, pudiendo alejarse hasta 2,022 ua y acercarse hasta 1,128 ua. Tiene una excentricidad de 0,2839 y una inclinación orbital de 32,97 grados. Emplea en completar una órbita alrededor del Sol 721,7 días.
Nefertiti es un asteroide cercano a la Tierra.

## Características físicas
La magnitud absoluta de Nefertiti es 14,84. Tiene un diámetro de 2,2 km y un periodo de rotación de 3,021 horas. Su albedo se estima en 0,42. Nefertiti está asignado al tipo espectral S de la clasificación Tholen y al Sq de la SMASSII.